# Psylla berryi
Psylla berryi är en insektsart som beskrevs av Caldwell 1944. Psylla berryi ingår i släktet Psylla och familjen rundbladloppor. Inga underarter finns listade i Catalogue of Life.